# Oedaspis reducta
Oedaspis reducta
 es una especie de insecto del género Oedaspis de la familia Tephritidae del orden Diptera. 
Amnon Freidberg y Moises Kaplan la describió científicamente por primera vez en el año 1992.